# Paperino pittore
Paperino pittore (Inferior Decorator) è un film del 1948 diretto da Jack Hannah. È un cortometraggio animato realizzato, in Technicolor, dalla Walt Disney Productions, uscito negli Stati Uniti il 27 agosto 1948 e distribuito dalla RKO Radio Pictures. A partire dagli anni novanta è più noto come Paperino imbianchino.

## Trama
Paperino mette la carta da parati, con dei fiori disegnati sopra, sui muri di casa sua; in questo frangente arriva l'ape Spike, che, credendo che i fiori siano veri, viene presa in giro da Paperino. Spike prova così a pungere il papero, ma rimane incollata su un foglio e, cercando di staccarsi, fa finire Paperino appiccicato al soffitto. L'ape allora ne approfitta per fare vari tentativi per pungere Paperino sul sedere, ma fallisce sempre, anche quando prova a pungerlo con la rincorsa. Paperino allora si nasconde dietro al foglio di carta a cui è appiccicato, ma Spike taglia il foglio lasciando il sedere del papero esposto. Spike allora chiama tutto l'alveare, invitando ogni ape a pungere il sedere di Paperino.

## Distribuzione

### Edizioni home video

#### VHS
- Winny Puh a tu per tu (marzo 1986)
- Serie oro – Paperino e le api (ottobre 1986)
- VideoParade vol. 3 (dicembre 1992)
- Paperino & Co. - Professione buonumore (aprile 2001)
- Il mio eroe Paperino (marzo 2004)

#### DVD
Il cortometraggio è incluso nei DVD Walt Disney Treasures: Semplicemente Paperino - Vol. 3 e Il mio eroe Paperino.